# New Morning
New Morning – jedenasty studyjny album Boba Dylana nagrany w okresie od marca do końca czerwca 1970 r.,

## Historia i charakter albumu
Album został prawie w całości nagrany w czasie pięciu sesji, które odbyły się jeszcze przed wydaniem albumu Self Portrait.
Dylan mógł planować równoczesne wydanie dwu albumów Self Portrait i Self Portrait II; jeden miał zawierać jego wersje kompozycji innych autorów, a drugi same oryginały.
Te plany zostały jednak niezrealizowane z powodu złego przyjęcia przez krytykę Self Portrait. Nastąpiła więc zmiana planów. Pierwszy projekt New Morning wyglądał następująco:
Strona pierwsza
1. Mr. Bojangles
2. The Ballad of Ira Hayes
3. The Man in Me
4. One More Weekend

Strona druga
1. New Morning
2. Father of Night
3. Sign on the Window
4. Tomorrow Is a Long Time
5. If Dogs Run Free

Jest to więc mieszanina kompozycji własnych i cudzych; dwie pierwsze znalazły się potem na albumie Dylan.
Istniał także zestaw wykonany przez Ala Koopera, który był koproducentem sesji 1 (a tym samym i 9):
1. The Man in Me
2. Winterlude
3. Mary Ann
4. One More Weekend
5. Mr. Bojangles
6. Tomorrow Is a Long Time
7. Three Angels
8. If Dogs Run Free
9. Ballad of Ira Hayes

"Tomorrow Is a Long Time” pojawił się na obu wersjach, więc był mocnym kandydatem do albumu.
Do 30 czerwca Dylan nagrał wszystkie utwory (oryginały), które pojawiły się potem na New Morning i co najmniej 14 jego wersji utworów innych autorów. Jedynym utworem z albumu, który powstał w innym terminie, był „Day of the Locust”. Został on najpewniej nagrany po 9 czerwca, w którym to dniu Dylan otrzymał honorowy doktorat z muzyki na Princeton University. Ta uroczystość stała się widoczną inspiracją dla tego utworu.
Ostatecznie na New Morning znalazły się tylko oryginalne kompozycje Dylana. Jeśli spojrzeć na niego z tego punktu widzenia, to album został nagrany w rekordowym tempie.
Tytułem i wyborem zdjęcia na tylną stronę okładki, Dylan podkreślił, że rozpoczyna coś nowego, casus Self Portrait już nie powróci. Zdjęcie przedstawia Dylana w 1961 r., gdy stoi ze swoją gitarą przy śpiewaczce bluesowej Victorii Spivey, z którą się zaprzyjaźnił.
Płyta otrzymała bardzo dobre recenzje od krytyków. Ed Ward z magazynu Rolling Stone zaczął swoją recenzję następująco: Well, friends, Bob Dylan is back with us again (...) (No, przyjaciele, Bob Dylan jest z powrotem z nami).
Był to ostatni album, którego producentem był Bob Johnston. Podczas nagrywania tego albumu był on już właściwie tylko inżynierem nagrywającym. Album ten zakończył także 4-letni związek Dylana z Nashville. Od tej chwili już nigdy tam nie nagrywał. 17 lipca 1970 Dylan rozstał się też ze swoim menedżerem, Albertem Grossmanem.

## Muzycy
- Bob Dylan[a] – wokal, gitara, pianino, organy, harmonijka (sesje 1-9)
- Al Kooper – organy, pianino, gitara, róg (sesje 1-9)
- Stu Woods – gitara, gitara basowa (sesje 1, 10)
- Charlie Daniels – gitara basowa (sesje 2-8)
- Ron Cornelius – gitara (sesje 2-8)
- George Harrison – gitara (sesje 2, 3)
- Russ Kunkel – perkusja (sesje 3-8)
- Hilda Harris – chórek (sesje 4-8)
- Albertine Robinson – chórek (sesje 4-8)
- Maeretha Stewart – chórek (sesje 4-8)
- Alvin Rogers – perkusja (sesja 2)
- Buzzy Feiten – gitara (sesja 9)
- Harvey Brooks – gitara basowa (sesja 9)
- Billy Mundi – perkusja (sesja 9)
- David Bromberg – gitara (sesja 10)

## Lista utworów
| 1.  | If Not for You        | 2:39  |
|     |                       |       |
| 2.  | Day of the Locusts    | 3:57  |
|     |                       |       |
| 3.  | Time Passes Slowly    | 2:33  |
|     |                       |       |
| 4.  | Went to See the Gypsy | 2:49  |
|     |                       |       |
| 5.  | Winterlude            | 2:21  |
|     |                       |       |
| 6.  | If Dogs Run Free      | 3:37  |
|     |                       |       |
| 7.  | New Morning           | 3:56  |
|     |                       |       |
| 8.  | Sign on the Window    | 3:39  |
|     |                       |       |
| 9.  | One More Weekend      | 3:09  |
|     |                       |       |
| 10. | The Man in Me         | 3:07  |
|     |                       |       |
| 11. | Three Angels          | 2:07  |
|     |                       |       |
| 12. | Father of Night       | 1:27  |
|     |                       |       |
|     |                       | 35:21 |
|     |                       |       |

## Utwory odrzucone
Początkowym zamiarem Dylana było umieszczenie na albumie kilku jego wersji utworów autorstwa innych muzyków. Świadczy o tym duża liczba tego typu piosenek nagranych na sesjach, zwłaszcza początkowych. Część z tych nagrań została potem umieszczona na albumie Dylan, wydanym w grudniu 1973 r.
Sesje te dostarczyły niezwykłej jak na Dylana liczby odrzuconych utworów; są wśród nich nowe wersje dawnych utworów Dylana, piosenki cudzego autorstwa i próby nagrań jego nowych utworów.
Pierwsza grupa odrzuconych utworów pochodzi z sesji drugiej.
- All I Have to Do Is Dream (Boudleaux Bryant)
- Cupid (Sam Cooke)
- Da Doo Ron Ron (Jeff Barry/Ellie Greenwich/Phil Spector)
- Don’t Think Twice, It’s All Right
- Fishin’ Blues (Henry Thomas)
- Gates of Eden
- Ghost Riders in the Sky (Jones)
- Honey, Just Allow Me One More Chance (Henry Thomas)
- I Don’t Believe You (She Acts Like We Never Have Met)
- It Ain’t Me, Babe
- I Threw It All Away
- Just Like Tom Thumb's Blues
- Mama, You Been on My Mind
- Matchbox (Carl Perkins)
- One Too Many Mornings
- One Too Many Mornings
- Rainy Day Women # 12 & 35
- Song to Woody
- Telephone Wire (Wonder When My Swamp’s Gonna Catch on Fire?) (pierwsza oryginalna piosenka do tych sesji)
- Working on a Guru (zatytułowany Working On The Guhry na pudełku z taśmą)
- Yesterday (John Lennon/Paul McCartney)
- Your True Love (Carl Perkins)

Poniższe utwory pochodzą z sesji od 3 do 8.
- Ahoooah (Owau) (instrumentalny)
- Alligator Man
- The Ballad of Ira Hayes[b]
- Big Yellow Taxi[b] (Joni Mitchell)
- Blowing in the Wind
- Bring Me Water
- Can’t Help Falling in Love[b]
- I Forgot to Remember to Forget Her (S. Kesler/C. Feathers)
- Jamaica Farewell (Burgess)
- Long Black Veil (Danny Dill/Marijohn Wilkin)
- Lily of the West (Flora)[b] (Trad./Aranż. E. Davies/J. Peterson)
- Mary Anne[b]
- Mr. Bojangles[b]
- Oh Lonesome Me (Don Gibson)
- Sarah Jane[b]
- Spanish Is the Loving Tongue[c]
- Spanish Is the Loving Tongue[b]
- Tomorrow Is a Long Time

## Opis albumu
- Producent – Bob Johnston
- Studio, miejsce i data nagrań –

Sesje nagraniowe
1. sesja: Columbia Studio A, Nowy Jork; Music Row Studios, Nashville, Tennessee; początek marca i 2 lipca 1970; sesja z 2 lipca dała „Spanish Is the Loving Tongue” na drugą stronę singla „Watching the River Flow"
2. sesja: Columbia Studio B, Nowy Jork; 1 maja 1970 r., sesja popołudniowa; (odrzuty z grupy pierwszej)
3. sesja: Columbia Studio B, Nowy Jork; 1 maja 1970 r., sesja wieczorna; If Not for You ukazało się na The Bootleg Series Volumes 1–3 (Rare & Unreleased) 1961–1991
4. sesja: Columbia Studio E, Nowy Jork; 1 czerwca 1970 r.
5. sesja: Columbia Studio E, Nowy Jork; 2 czerwca 1970 r. (1, 3)
6. sesja: Columbia Studio E, Nowy Jork; 3 czerwca 1970 r. (9)
7. sesja: Columbia Studio E, Nowy Jork; 4 czerwca 1970 r. (7, 11)
8. sesja: Columbia Studio E, Nowy Jork; 5 czerwca 1970 r. (4, 5, 6, 8, 10, 12)
9. sesja: Columbia Studio (?), Nowy Jork lub Bearsville Studio w Woodstock); data nieznana; (2)

- Czas – 35 min 56 s
- Fotografie – Len Siegler
- Firma nagraniowa – Columbia
- Numer katalogowy – CK 30290

Wznowienie na cd
- Firma nagraniowa – Columbia
- Numer katalogowy – CK 30290
- Rok wznowienia – 1989

## Listy przebojów

### Album
| Rok  | Lista                          | Pozycja |
| ---- | ------------------------------ | ------- |
| 1970 | Billboard USA. Albumy popowe   | 7       |
| 1970 | Melody Maker WB. Albumy popowe | 1       |